# Scheinfrucht

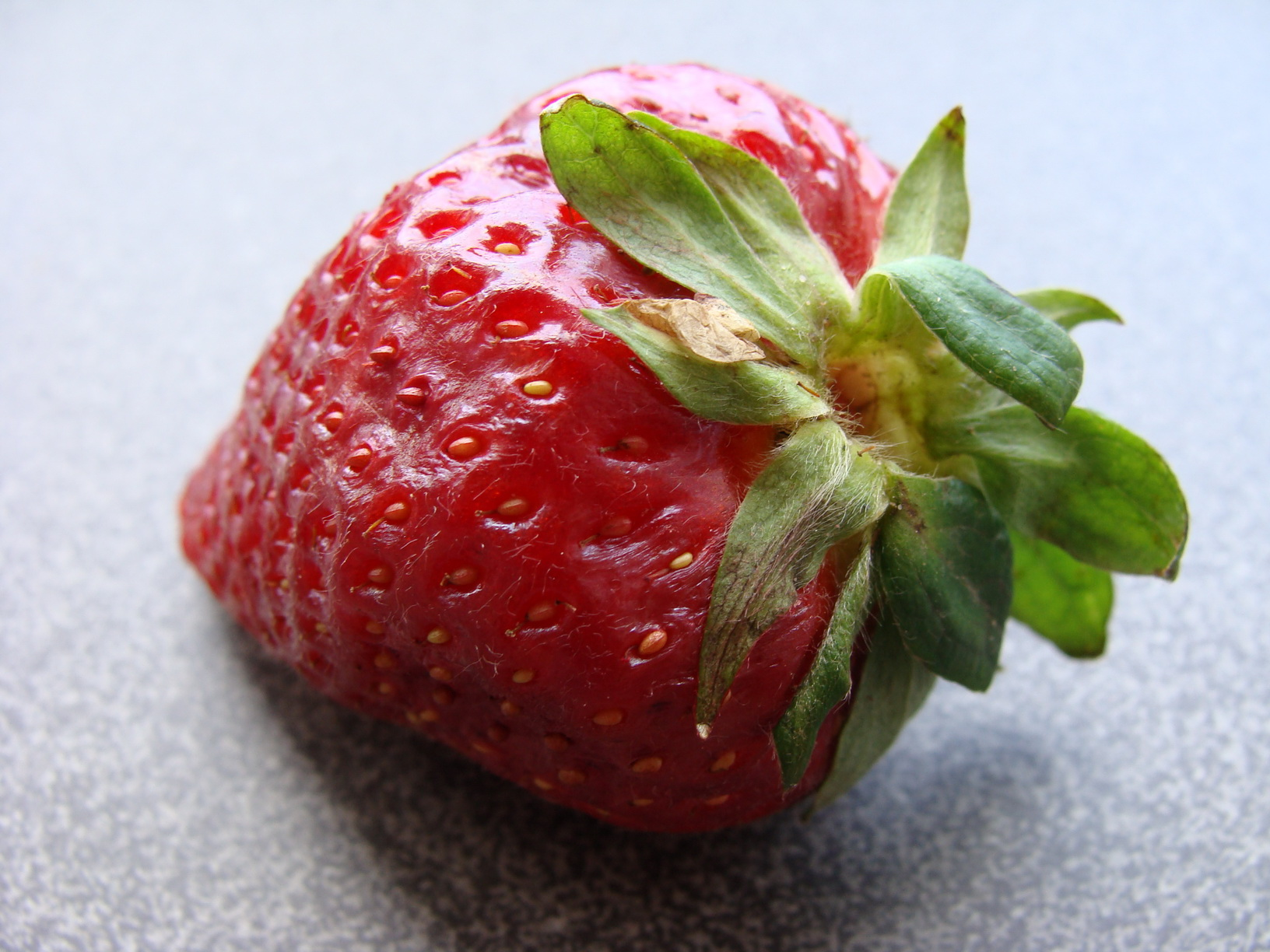
Scheinfrucht der Erdbeere, die tatsächlichen Früchte sind die gelblichen Nüsschen auf der Oberfläche. An manchen sieht man noch die vertrockneten Griffel der Einzelblüten.

Der Begriff Scheinfrucht bezeichnet in der Botanik die Erscheinung, dass ein ganzer Fruchtstand zusammen mit nicht originär zum Gynoeceum gehörenden Bestandteilen eine Fruchteinheit bildet (Pseudocarp, Anthocarp). Bestandteile dieser Fruchteinheit können neben dem Gynoeceum beispielsweise Deckblätter, Teile der Sprossachse im Bereich des Blütenstands oder der verbreiterte und die Frucht bildende Blütenboden (Rezeptakulum) sowie Teile des Perianths sein.
Zu unterscheiden sind Sammelfrüchte, die aus mehreren Fruchtknoten einer Blüte hervorgehen, und Fruchtverbände, die aus den Blüten eines Blütenstandes hervorgehen.
Vor allem Vertreter der Familie der Rosengewächse, zu denen viele bekannte Obstarten zählen, bilden Scheinfrüchte aus, die in diesen Fällen aus einer einzelnen Blüte hervorgehen. Ein bekanntes Beispiel ist die Erdbeere. Die aus den zahlreich vorhandenen Fruchtblättern entstehenden einzelnen Früchte sind Nussfrüchte und werden in ihrer Gesamtheit als Sammelnussfrucht bezeichnet. Die einzelnen, sehr kleinen Früchte sitzen auf dem verdickten, kegelförmig hochgewachsenen und über 200 verschiedene Aromastoffe beinhaltenden Blütenboden, mit dem sie zusammen die Scheinfrucht bilden und als „Frucht“ verzehrt werden. Auch der Kulturapfel ist eine Scheinfrucht. Hier entstehen nach der Befruchtung fünf einzelne Balgfrüchte aus den fünf vom Blütenboden umgebenen Fruchtblättern. Der Blütenboden selbst entwickelt sich dabei ebenfalls weiter und umhüllt bei der Fruchtreife komplett die Sammelbalgfrucht (bestehend aus den Balgfrüchten) im so genannten Kerngehäuse.
Weitere Beispiele für Scheinfrüchte sind die aus einem ganzen Blütenstand hervorgehenden Fruchtverbände der Ananas (aus zahlreichen einzelnen Beeren, ehemaligen Tragblättern und Sprossachsengewebe) oder der Feige (Überwachsen der einzelnen Nussfrüchte durch den krugförmigen Blütenboden).